# Abraham Wald
Abraham Wald (em húngaro: Wald Ábrahám; 31 de outubro de 1902 — 13 de dezembro de 1950) foi um matemático nascido em Cluj, na Áustria-Hungria (atualmente Romênia) com significativas contribuições na teoria de decisão, geometria e econometria, sendo um dos principais pesquisadores na área estatística análise sequencial. Foi pesquisador da Columbia University. Abraham Wald foi o pai do físico Robert Wald.

## Vida e carreira
Nascido em 31 de outubro de 1902, em Klausenburg, que pertencia à Hungria na época, e que passou a ser chamada Cluj depois do domínio romeno. Wald falava húngaro, e nunca desenvolveu afinidade pela Romênia. Neto de rabino e filho de um padeiro judeu ortodoxo, teve influência da família sobre sua religião: como judeu, Wald não frequentava a escola aos sábados, o que fez com que tivesse que ser educado em casa.
Estudou matemática na Universidade de Viena, onde se tornou discípulo do matemático Karl Menger, e recebeu seu PhD em geometria, em 1931. Devido a dificuldade em encontrar emprego, por volta de 1933 conheceu Oskar Morgenstern, diretor do Austrian Institute for Business Cycle Research, onde Wald se tornou consultor, e depois pesquisador em tempo integral, até 1938, com a anexação da Áustria pelos nazistas. Quando um novo diretor, nazista, assumiu o instituto, Wald teve que deixar Viena e voltar para Romênia, de onde foi para os Estados Unidos.
Nos Estados Unidos, continuou sua carreira, onde foi parte da Universidade de Columbia. Se tornou Fellow of the Econometri Society em 1939, e em 1948 se tornou presidente do Institute of Mathematical Statistics (IMS) e vice-presidente do American Statistical Association. Publicou mais de 90 artigos e livros em sua carreira. No final da Segunda Guerra Mundial descobriu que oito membros de sua família, incluindo seus pais, haviam sido assassinados pelos nazistas.
Em 1950, fazia um tour de palestras pela Índia, a convite do governo do país, quando ele e sua esposa, Lucille Lang, faleceram em um acidente de avião nos Montes Nilgiri, em 13 de dezembro.

## Aviões da Segunda Guerra

Localização dos furos de bala nos aviões que retornavam à base

Durante a Segunda Guerra Mundial, Wald fez parte do Grupo de Pesquisa Estatística (SRG, na sigla em inglês). O grupo recebeu a tarefa de decidir onde aplicar fuselagem extra para proteger os aviões dos aliados contra os ataques dos nazistas. Para isso, analisaram a localização dos furos de bala nos aviões, como na imagem. Poderia-se chegar a conclusão de que seria melhor blindar essas regiões, já que elas recebem mais tiros. No entanto, Wald apontou que havia um viés de sobrevivência nessa questão. Os dados se tratavam apenas dos aviões que retornavam à base, e nada se sabia sobre aqueles que eram derrubados.
Supondo que a distribuição de tiros em todos os aviões seria aleatória (ou seja, os nazistas não miravam especificamente na asa nem no motor nem na fuselagem), o que os dados indicavam na verdade era quais aviões conseguiam voltar à base. Concluiu, então, que os aviões que levavam tiros na cabine do piloto ou no motor não sobreviviam, e por isso era nessas regiões que a blindagem extra deveria ser aplicada.
Algumas análises e textos de Wald produzidos nessa época não foram publicados em vida, mas foram disponibilizados póstumamente em 1980 e analisados em 1984.
Quanto à veracidade dessa história, um artigo de Bill Casselman publicado pela American Mathematical Society inicialmente descreve a história como uma lenda, uma "ficção da internet" com "uma sólida gema de verdade", mas "com poucas evidências para as melhores partes". Casselman se baseia na autobiografia de W. Allen Wallis, diretor do SRG, que descreve os trabalhos de Wald como focados na análise sequencial, usada para melhorar a qualidade da produção. No entanto, no post scriptum, cita um artigo de Wallis que mostra explicitamente a relação entre as observações de Wald sobre os aviões que retornavam e sua análise sobre quais partes eram mais vulneráveis.
Além da análise da vulnerabilidade por local do tiro, Wald também estudou a probabilidade de um avião retornar dado que ele levou um ou mais tiros, com a dificuldade de que só há dados a respeito dos aviões que retornaram e nenhum dado sobre quantos tiros levaram os aviões que foram derrubados. Casselman descreve as análises e contas feitas.

## Publicações notáveis
Para uma lista completa, veja «The Publications of Abraham Wald». Annals of Mathematical Statistics. 23 (1): 29–33. 1952. doi:10.1214/aoms/1177729483 (em inglês)
- Wald, Abraham (1939). «A New Formula for the Index of Cost of Living». Econometrica, Vol. 7, No. 4. Econometrica. 7 (4): 319–331. JSTOR 1906982. doi:10.2307/1906982(em inglês)
- Wald, Abraham (1939). «Contributions to the Theory of Statistical Estimation and Testing Hypotheses». Annals of Mathematical Statistics. 10 (4): 299–326. doi:10.1214/aoms/1177732144(em inglês)
- Wald, Abraham (1940). «The Fitting of Straight Lines if Both Variables Are Subject to Error». Annals of Mathematical Statistics. 11 (3): 284–300. doi:10.1214/aoms/1177731868(em inglês)
- Wald, Abraham (junho de 1945). «Sequential Tests of Statistical Hypotheses». The Annals of Mathematical Statistics. 16 (2): 117–186. doi:10.1214/aoms/1177731118(em inglês)
- Wald, Abraham (1947). Sequential Analysis. New York: John Wiley and Sons. ISBN 0-471-91806-7. See Dover reprint: ISBN 0-486-43912-7(em inglês)
- Wald, Abraham (1950). Statistical Decision Functions. [S.l.]: John Wiley and Sons, New York; Chapman and Hall, London. p. ix+179(em inglês)[8]
- Wald, Abraham (julho de 1980). «A reprint of "A method of estimating plane vulnerability based on damage of survivors" by Abraham Wald». Center for Naval Analysis [5]